# Tall Hasil
Tall Hasil (arab. تل حاصل) – miejscowość w Syrii, w muhafazie Aleppo. W 2004 roku liczyła 6535 mieszkańców.